# الاتحاد النقدي الإفريقي
الاتحاد النقدي الأفريقي هو من اقترحات الإتحاد الإقتصادي والنقدي لإنشاء وحدة نقدية واقتصادية بين الدول التابعة للإتحاد الأفريقي والتي يشرف عليه المصرف المركزي الأفريقي. ومن أهداف الاتحاد إنشاء عملة نقدية موحدة بين الدول الأفريقية على غرار اليورو الأوروبي يطلق عليها اسم «أفرو». بحسب إتفاقية أبوجا الموقعة عام 1991م في مدينة أبوجا النيحيرية، تم إنشاء الجماعة الاقتصادية الأفريقية التي ستعمل على إنشاء المصرف الأفريقي المركزي بحلول عام 2028م. والخطة الحالية تدعو لإنشاء عملة نقدية مشتركة بحلول عام 2023.

## إتحادات نقدية مناطقية
هناك نظامي نقد مناطقية أفريقية هما فرنك غرب أفريقي وفرنك وسط أفريقي. ومن المخطط ربط هذه العملات مع عملات جنوب أفريقيا التي تعتمد راند جنوب أفريقيا. ومن المخطط إنشاء وحدات نقدية مناطقية أخرى كخطوة أولى باتجاه توحيد كل العملات. ومن الإتحادات المقترحة إنشاء عملة إيكو لأعضاء المجموعة الاقتصادية لدول غرب إفريقيا.

## مشروع تصميم الأفرو
في عام 2002م، قام منصور سيس وباروخ غوتليب بتصميم نموذج لعملة "أفرو" والتي عرضاها في محفل داكار بينال للفن الأفريقي المعاصر. وكان المشروع كرد فعل لفقدان الاستقلالية نتيجة استعمال الفرنك الأفريقي. وبيعت ووزعت صكوك ونقود العملة الوهمية في دكار والسنغال لتشجيع الأهالي على "التفكر بقيمة المال ومستقبل عملتهم المحلية.

## العضوية
حاليا، وافق ثلاث أعضاء من أصل 53 عضوا على اعتماد العملة الجديدة. وسجلت مصر وسوازيلاند وليسوتو اعتراضهم على تاريخ إصدار العملة وطلبت تأخيره لمدة تتراوح بين السنتين والثلاث سنوات. رفضت السيشيل الانضمام لمخاوف اقتصادية وقد تنضم مع كاب فيردي إلى نظام اليورو مع مايوت. وعبرت المغرب وإثيوبيا عن عدم رغبتهما في الانضمام إلى العملة المحددة في تاريخ الإنشاء عام 2028.

## قائمة الدول الموقعة
- الجزائر
- أنغولا
- بنين ‡
- بوتسوانا
- بوركينا فاسو ‡
- بوروندي
- الكاميرون ‡
- الرأس الأخضر ~ ¶ €
- جمهورية إفريقيا الوسطى ‡
- تشاد ‡
- جزر القمر €
- جمهورية الكونغو ‡
- ساحل العاج ‡
- جيبوتي
- مصر ¶
- إثيوبيا
- غينيا الاستوائية ‡
- الغابون ‡
- غامبيا ∞
- غانا ∞
- غينيا ∞
- غينيا بيساو ‡
- كينيا
- ليسوتو † ¶
- ليبيريا $ ∞
- ليبيا
- مدغشقر
- مالاوي
- مالي ‡
- موريتانيا
- موريشيوس
- موزمبيق
- ناميبيا †
- النيجر ‡
- نيجيريا ∞
- رواندا
- الجمهورية العربية الصحراوية الديمقراطية €
- ساو تومي وبرينسيب
- السنغال ‡
- سيشل ~ ¶
- سيراليون $ ∞
- الصومال
- بلجيكا †
- السودان
- إسواتيني † ¶
- تنزانيا
- توغو ‡
- تونس
- أوغندا
- زائير (جمهورية الكونغو الديمقراطية) $₵
- زامبيا
- زيمبابوي §

### الحواش
- † = يستخدم راند جنوب أفريقي.
- ‡ = يستخدم إما فرنك غرب أفريقي أو فرنك وسط أفريقي (CFA).
- ¶ = قدمت التحفظ الرسمي على تاريخ البدء، الخ
- ∞ = التخطيط لإطلاق يسمى عملة ايكو في وقت مبكر.
- $ = الأمريكية دولار ق يمكن استخدامها بحرية على أساس غير رسمي.
- ~ = مرة واحدة طرحت الانضمام إلى اليورو في المدى الطويل.
- € = اليورو ق يمكن استخدامها بحرية على أساس غير رسمي.
- § = اعتبارا من 29 يناير 2014 إلى راند جنوب أفريقي، دولار الولايات المتحدة، الدولار الأسترالي، الروبية الهندية، اليوان الصيني والين الياباني كلها كعملة قانونية في زيمبابوي.